# Mo'ed
Mo'ed (hebrejsky מועד‎, doslova „stanovený čas“, tedy svátek) je druhý oddíl (seder) v tradičním uspořádání mišny, tosefty a talmudu, označovaném jako „šest oddílů [mišny]“(šiša sdarim, „ŠaS“) a představujícím osnovu studia ústní tóry v tradičním židovském náboženském vzdělávání. Hlavním tématem oddílu je popis židovských svátků včetně šabatu a půstů a jejich předpisy.
Mo'ed je třetí nejkratší oddíl mišny. Skládá se z dvanácti traktátů:
1. Šabat – 24 kapitol. Přenášení předmětů o šabatu. Rozdíl mezi soukromým a veřejným prostorem. Příprava na šabat, čeho by se měl člověk vyvarovat. 39 zakázaných prací. Mukce (to, co zůstane o šabatu stranou). Povolené činnosti na šabat.
2. Eruvin – prolnutí – 10 kapitol. Eruv – ustanovení, díky kterému je v určitých případech možné obejít některá z omezení předepsaných pro šabat či svátek (přenášení, příprava jídla apod.)
3. Pesachim – 10 kapitol. Pesachová oběť, zničení kvasu, příprava macesů, seder.
4. Šekalim – šekely – 8 kapitol. Daň půl šekelu na Chrám (Ex 30,12). chrámové nádoby, archa úmluvy, chrámové nádvoří, chrámová opona.
5. Joma – (ten) den – 8 kapitol. Zákony ohledně Jom kipur. Zákony týkající se velekněze.
6. Suka – stan – 5 kapitol. Zákony týkající se svátku Sukot. Zhotovení suky. Zákony ohledně lulavu a etrogu.
7. Bejca – vejce – 5 kapitol. Nazývaný též Jom tov – svátek. Název podle úvodních slov „Vejce, které je sneseno ve svátek…“ Sporné výklady ohledně svátků, spory mezi Šamajem a Hilelem. Přeprava potravin o svátcích, zákaz rozdělávání ohně apod.
8. Roš ha-šana – Nový rok – Druhy nových roků, nový rok letopočtů, nový rok králů, nový rok vegetativní, nový rok stromů. Určování novoluní. Šofar a troubení na něj. Požehnání na Nový rok.
9. Ta'anit – půst – 4 kapitoly. Půst za déšť, kdy se postit a kdy ne, příběhy Choniho ha-Me'agela – kresliče kruhů. Postní dny.
10. Megila – svitek (ve významu kniha Ester) – 4 kapitoly. Kdy se čte megila na purim. Jak se čte. Kdy se číst nesmí. Jak a kdy se čte z Tóry a proroků. Platnost a neplatnost svitků. Spory ohledně veřejného čtení. Které texty je možno překládat a které ne.
11. Mo'ed katan – malý svátek – 3 kapitoly. Předpisy pro chol ha-mo'ed.
12. Chagiga – pouť – 3 kapitoly. Poutní svátky. Kdy chodit do Chrámu. Rabínská ordinace (smicha). Mytí rukou.

Mezi svátky probíranými v mišně oddílu Mo'ed zcela chybí chanuka. Její pravidla jsou popsána v gemaře Babylónského talmudu traktátu Šabat v návaznosti na předpisy pro zapalování šabatových světel, neboť zapalování světel je jedním z nejvýraznějších zvyků a povinností svátku chanuka.
Jeruzalémský talmud má gemaru ke každému z traktátů, zatímco v Babylónském talmudu chybí v Šekalim. Nicméně ve většině tištěných vydání Babylónského talmudu je jeruzalémská gemara do Šekalim zahrnuta.